# سید محمد هاشمی‌نژاد
سید محمد هاشمی‌نژاد (زادۀ 1341 - تهران) استاد تمام دانشکدۀ مهندسی مکانیک دانشگاه علم و صنعت ایران است.

## تحصیلات
هاشمی‌نژاد تحصیلات آکادمیک خود را در سال 1358 و در دانشگاه ایالت کالیفرنیا، چیکو آغاز کرد و در سال 1362 موفق به اخذ درجۀ لیسانس از آن دانشگاه شد. او سپس تا سال 1364 در دانشگاه سانتا کلارا در کالیفرنیا مشغول به تحصیل در دورۀ فوق لیسانس بود و پس از یک دورۀ دو ساله دوری از تحصیل، از سال 1366 تا 1371 در دانشگاه کلرادو بولدر، تحصیلات دورۀ دکتری خود را زیر نظر پرفسور توماس گیرز به انجام رسانید.

## دانشگاه علم و صنعت ایران
هاشمی نژاد در سال 1372 با درجۀ استادیاری به عضویت هیئت علمی دانشگاه علم و صنعت ایران درآمد، در سال 1382 به درجۀ دانشیاری ارتقاء یافت و سپس در سال 1387 موفق به کسب درجۀ استادی گردید. او همچنین در سال 1382 آزمایشگاه آکوستیک دانشگاه علم و صنعت ایران را راه اندازی نمود. وی در بدو تشکیل قطب علمی مکانیک جامدات تجربی و دینامیک توسط دکتر حمید احمدیان، به عضویت این قطب درآمد و در طول 30 سال فعالیت در دانشگاه علم و صنعت ایران، به یکی از سرآمدان حوزۀ آکوستیک و ارتعاشات کشور مبدل گردید. در حوزۀ تدریس، هاشمی نژاد سابقۀ تدریس دینامیک، ارتعاشات، کنترل اتوماتیک، ارتعاشات سیستم‌های ممتد و ریاضیات مهندسی پیشرفته 1 و 2 را دارد که دربارۀ تمامی آن‌ها، دانشجویان متفق‌القول به حجم زیاد تدریس و سخت‌گیری وی معتقدند. او در سال 1396 در چهارمین کنگرۀ انجمن صوتیات ایران، نشان حکمت این انجمن را دریافت کرد. وی دارای 184 مقالۀ ISI و اچ-ایندکس 27 است.

## کتب تالیفی
- ارتعاشات سیستم‌های مکانیکی؛ هاشمی‌نژاد، سید محمد و رفیعی نکو، سعید؛ 1399؛ مرکز نشر دانشگاهی
- ریاضیات مهندسی کاربردی؛ هاشمی‌نژاد، سید محمد و حیدری رارانی، محمد؛ 1400؛ نشر کتاب دانشگاهی